# José Mário Vaz
José Mário Vaz (sinh ngày 10 tháng 12 năm 1957) là chính trị gia Guiné-Bissau, giữ chức Tổng thống Guiné-Bissau từ ngày 23 tháng 6 năm 2014.
Trong vòng đầu tiên của cuộc bầu cử Tổng thống tổ chức ngày 13 tháng 4 năm 2014, ông đã giành được 40,9% số phiếu Vòng thứ hai diễn ra vào ngày 18 tháng 5 năm 2014, ông đã nhận được 61,9% số phiếu
Popularly có biệt danh "Jomav,", ông đã kết hôn và có ba người con.